# Marie Closset
Pour les articles homonymes, voir Closset.
Marie Closset, en littérature Jean Dominique, née à Bruxelles le 16 août 1873 et morte à Uccle le 20 juillet 1952, est une poétesse belge.

## Biographie

### La poétesse libertaire
Marie Closset naît à Bruxelles le 16 août 1873 dans une famille modeste. Elle perd son père et vit chez sa grand-mère et sa tante à Mons. Elles sont directrices d'école et elle apprend auprès d'elles la poésie.
Plus tard, elle se forme et devient régente à l'école rue du Marais. Elle enseigne la littérature à l'école de la pédagogue féministe Isabelle Gatti de Gamond sous son égide. Cette école élitiste pour filles vise à les faire accéder à l'Université Libre de Bruxelles (ULB) pour devenir avocate ou médecin.
Elle publie ses premiers poèmes dans L'Art Jeune en 1895, puis sous le pseudonyme masculin de « Jean Dominique » à partir de 1899 tiré du roman Dominique d'Eugène Fromentin. Elle s'affranchit de règles de poésie avec l'usage de vers libres notamment.

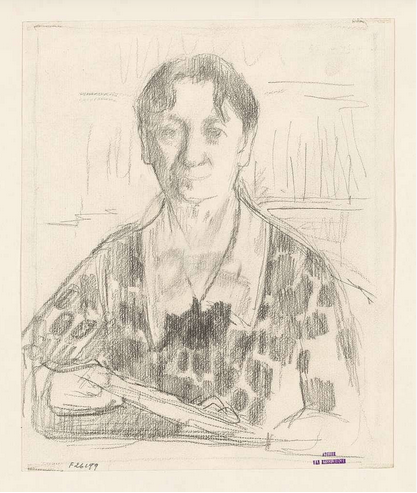
Croquis de Marie Closset par son ami Theo Van Rysselberghe

Avec ses deux amies Blanche Rousseau et Marie Gaspar (?-1951), elle vit à Bruxelles et est professeure de lettres. Elle fonde des écoles dans la banlieue bruxelloise : une école à Ixelles en 1912 appelée l'Institut de culture française, puis en 1924 à Uccle. Elle est proche des milieux anarchistes et libertaires, notamment du peintre belge néo-impressionniste Théo van Rysselberghe, et cherche à créer une école moins élitiste que celle de Gatti de Gamond, « un enseignement alternatif, plutôt axé sur la culture, pour permettre aux filles d'embrasser une carrière artistique ».
Les trois amies sont surnommées les Peacocks (« les Paons »). Elles vivent leur vie ensemble. D'après la journaliste Camille Wernaers, « il s’agit très certainement d’amours lesbiens, mais cela ne se disait pas à l’époque ».

### Pionnière de l'éducation
Après la Première Guerre mondiale, Marie Closset se consacre davantage à son école, donne des conférences, rédige des articles et mentore des poétesses.
Elle se rapproche alors de la poétesse américaine May Sarton aux activités similaires dont elle devient l'amie, muse et mentor. Celle-ci s'en inspire dans son premier roman, The Single Hound, et l'évoque dans ses mémoires A World of Light: Portraits and Celebrations qui traite notamment d'homosexualité féminine. Elles tiennent une correspondance sur plusieurs décennies.

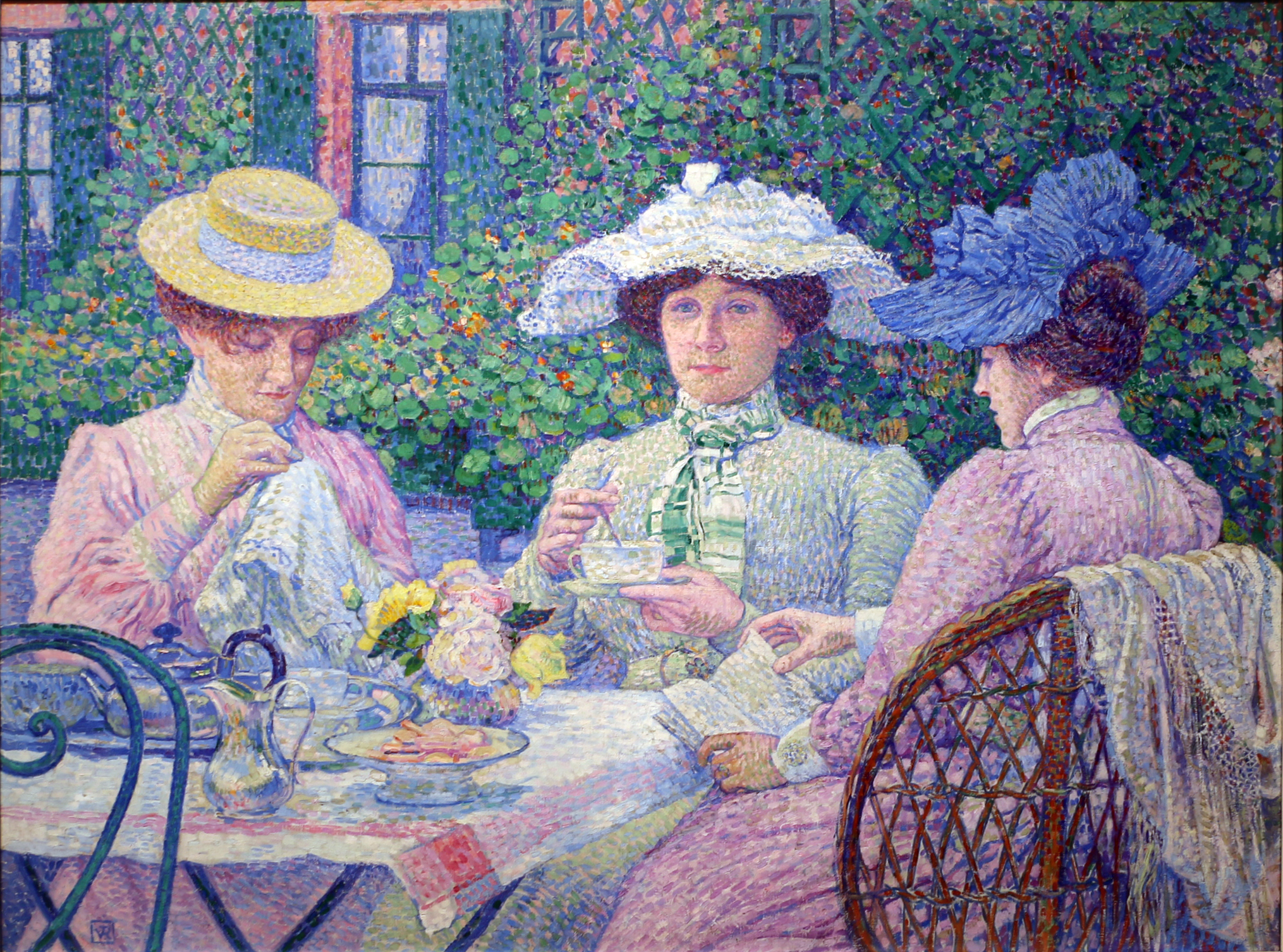
Le Thé au jardin, 1904
Théo Van Rysselberghe
Musée communal des beaux-arts d'Ixelles

Marie Closset collabore au Mercure de France pour quatre recueils avec le soutien de Van Rysselberghe et l'écrivain Émile Verhaeren. Van Rysselberghe la représente en train de broder un mouchoir dans le tableau Thé au jardin. Au centre se trouve la cantatrice Laure Flé et de dos sa femme Maria en train de lire.
L'un de ses poèmes, Le Don silencieux, extrait de L'Anémone des mers (Paris: Mercure de France, 1906) a été mis en musique par Gabriel Fauré (opus 92), et Gabriel Grovlez (1879-1944) a mis trois de ses poèmes en musique en 1911.
Elle est considérée par la metteuse en scène Viviane Wansart comme « un peu pionnière de l’auto-fiction, qui est aujourd’hui popularisé par Annie Ernaux ». Ses écrits détaillent le vieillissement, la perte de facultés intellectuelles et le ressenti lié à ces phénomènes. 
Elle collabore aussi avec la revue L'Art moderne. 
Elle meurt le 20 juillet 1952 dans la précarité et tombe dans l'oubli. Elle n'a pas de descendance.

## Œuvres
- Jean Dominique, Un goût de sel et d’amertume…, Bruxelles, Lacomblez, 1899
- Jean Dominique, Les Fleurs légendaires du pays du ciel, 1901
- L’Ombre des roses ; Poèmes suivis du Gilles en blanc, Bruxelles, Éditions du Cyclamen, 1901    (Wikisource)
- Jean Dominique, La Gaule blanche, Mercure de France, 1903
- Jean Dominique, L'Anémone des mers, Paris: Mercure de France, 1906
- Jean Dominique, L'Aile mouillée, Mercure de France, 1909
- Jean Dominique, Les Enfants et les Livres, Éditions du Masque, Bruxelles, 1911
- Jean Dominique, Le Puits d'azur, Paris, Mercure de France, 1912
- Jean Dominique, Le Vent du soir, Liège, Bénard, 1922
- Jean Dominique, Sable sans Fleurs, Poèmes en prose. Bruxelles (?), La Nervie, 1925
- Jean Dominique, Une syllabe d'oiseau, Souvenirs. Bruxelles, La Renaissance du Livre, 1945[10]
- Jean Dominique, Portrait de Blanche Rousseau, éd. Le Thyrse, Uccle, 1949
- Jean Dominique, Poèmes choisis, Bruxelles, La Renaissance du Livre, 1955

## Postérité

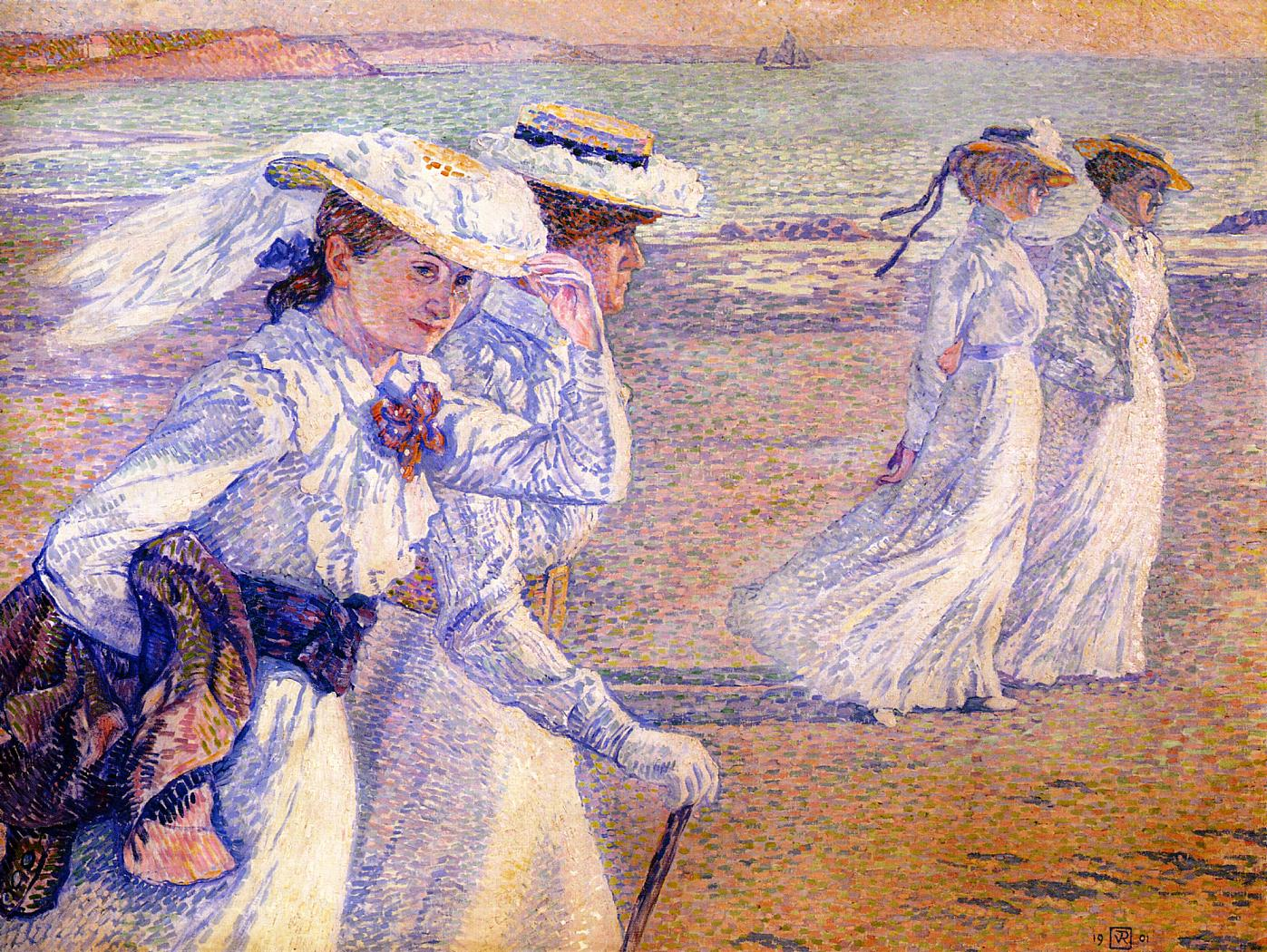
Marie Closset au premier plan dans le tableau La Promenade (1901) de son ami peintre néo-impressionniste Théo van Rysselberghe

- Théo van Rysselberghe, La Promenade (tableau), 1901, Musées royaux des Beaux-Arts de Belgique, Bruxelles : femme au premier plan
- Pièce de théâtre biographique Le Banquet de Jean Do, 23/11/2022 au Senghor, metteuse en scène Viviane Wansart et la Compagnie de la cour. La pièce fait référence au Banquet de Platon et met en scène des hommes parlant d'amour lors d'un repas, notamment d'homosexualité